# Kristina Vaculik
Kristina Vaculik (Toronto, 9 luglio 1992) è un'ex ginnasta canadese, vincitrice di tre medaglie ai Giochi panamericani del 2011.